# Pere d'Urtx
Pere d'Urtx fut évêque d'Urgell de 1269 à 1293 et premier coprince d'Andorre à la signature du second paréage de 1278 établissant une cosuzeraineté entre l'Évêché d'Urgell et le Comté de Foix. Son homologue est Roger-Bernard III de Foix.

## Biographie
Fils de Galceran d'Urtx et de Blanca de Mataplana, il est archidiacre de Prats avant d'être élu le 3 novembre 1269, jour de la Saint Ermengol, évêque d'Urgell.
Durant le début de sa carrière, il s'attelle à la restauration de la cathédrale et aux conditions d'accès aux études universitaires.
Gravement malade, il rédige son testament le 12 janvier 1293 et meurt vraisemblablement peu de temps après. Il est enterré à la cathédrale d'Urgell, dans un sarcophage dont les peintures sont attribuées à Arnau Pintor.

## Le paréage
Ce paréage mit fin à près d'un siècle de conflit sur ce territoire entre les évêques d'Urgell d'une part, et les vicomtes de Castellbò et les comtes de Foix, d'autre part, et établit l'état moderne d'Andorre.
Ce paréage est négocié après une guerre où le comte de Foix était aux portes de l’évêché et s'apprêtait à envahir Urgell.